# Violencia en la Macrozona Sur
La violencia en la Macrozona Sur es un conflicto armado, social y político que comprende una serie de hechos de violencia política ocurridos en la región histórica de la Araucanía, en la Zona Sur de Chile, especialmente en la actual Región de La Araucanía y la Provincia de Arauco, desde 1997 hasta la fecha, con diversos grados de intensidad.
Los incidentes violentos van desde protestas y ocupaciones de predios particulares y edificios públicos hasta incendios intencionales o destrucción de iglesias, propiedades privadas, maquinarias y enfrentamientos que han dado lugar a homicidios. Varios de estos actos y conductas han sido calificados terrorismo y algunos de los sospechosos de cometerlos han sido enjuiciados como terroristas. La autoría es reivindicada frecuentemente por grupos organizados a nombre de causas indigenistas relacionadas con el pueblo mapuche, especialmente las demandas de tierras, mientras otros hechos no tienen autores conocidos. Sin embargo, y de forma más reciente, también se han visto involucradas bandas narcotraficantes y de robo de madera que operan en la región. Al mismo tiempo, ha ocurrido un alza de la reacción violenta de los grupos opositores, especialmente en los incidentes ocurridos desde mediados de 2020. 
Los grupos afines a la causa indigenista reclaman, principalmente y entre otras medidas, la devolución de las tierras que fueron usurpadas por el Estado o empresas privadas tras la Ocupación de la Araucanía a fines del siglo XIX, la autonomía del pueblo mapuche o la creación de un ministerio indígena, mientras que otros grupos más radicalizados buscan la total erradicación del Estado chileno y la Iglesia Católica del territorio mapuche, ya que a su juicio dicha presencia sería una señal de colonialismo en la región. Entre los grupos opositores se encuentran organizaciones de autodefensa de agricultores, empresarios y habitantes de dichos sectores.[cita requerida]
El primer atentado, que marca el inicio del período de violencia en la Macrozona Sur de Chile, ocurrió en diciembre de 1997 con la quema de tres camiones. Desde entonces, la violencia se ha acrecentado progresivamente y se ha expandido a las regiones aledañas del Biobío y Los Lagos.
El alza de violencia ha conllevado el aumento de la presencia de Carabineros en la región (que incluía hasta 2018 al denominado Comando Jungla, entrenado en Colombia para combatir el terrorismo), la cual fue duramente criticada por la oposición al segundo gobierno de Sebastián Piñera.

## Desarrollo

### Antecedentes
Aucán Huilcamán, líder del Consejo de Todas las Tierras, rechazó firmar el Acuerdo de Nueva Imperial en 1989 con el candidato presidencial Patricio Aylwin.[cita requerida]
El consejo se caracterizó por sus demandas radicales, en especial de las consignas ligadas a "la recuperación de los territorios ancestrales" y "la autonomía territorial política del pueblo mapuche", además de la elaboración de la bandera Wenufoye en 1992. y el uso del término Wallmapu en su nombre en mapudungun, Aukiñ Wallmapu Ngulam.
El historiador chileno Cristóbal García Huidobro plantea que: "la terminología 'Wallmapu' no es una que sea relativamente antigua, sino que es más nueva. Surge, hasta donde se ha logrado entender, de un movimiento revisionista, a principios de la década de 1990 (...) hacen un reestudio y un revisionismo de la identidad, del lenguaje, así como también de los símbolos que representarían al pueblo mapuche (...) no es una cuestión histórica propiamente tal, no proviene de la cultura ancestral del pueblo mapuche que nunca percibió su territorio como un lugar particularmente definido".
El grupo inició una siembra ideológica en el sur de Chile que dio los sustentos para fortalecer la noción de autodeterminación. Paralelamente al Consejo, a fines 1989 varios grupos iniciaron tomas de tierra en Lumaco y otras zonas. Como consecuencia en los años 90, las ideas autonomistas entran en las cárceles de la región.
Mientras en las urbes se consolidaba la transición a la democracia, en los campos subalternos indígenas del sur se venía configurando un proyecto político que sus mismos dirigentes denominaron "la reconstrucción del Wallmapu", y que fue ignorado por la clase política chilena.
Muchos de los primeros líderes del "movimiento autonomista mapuche" tuvieron militancia en los partidos de izquierda durante los años 80.
En 1997 se realiza el "Congreso Nacional del Pueblo Mapuche" con participación de las organizaciones territoriales emergentes. Dicho encuentro incorporó el concepto de "territorialidad indígena" hasta entonces ausente, exigiendo su reconocimiento y protección. Además propuso que las Áreas de Desarrollo Indígena constituyan en "espacios de autogestión, de participación indígena, y de protección del territorio frente a proyectos que perjudican el medio ambiente". El mismo Congreso propuso la autonomía como "eje de articulación del nuevo diálogo que impulsa el pueblo mapuche en su relación con el Estado y la sociedad chilena..."

### Inicio de los atentados

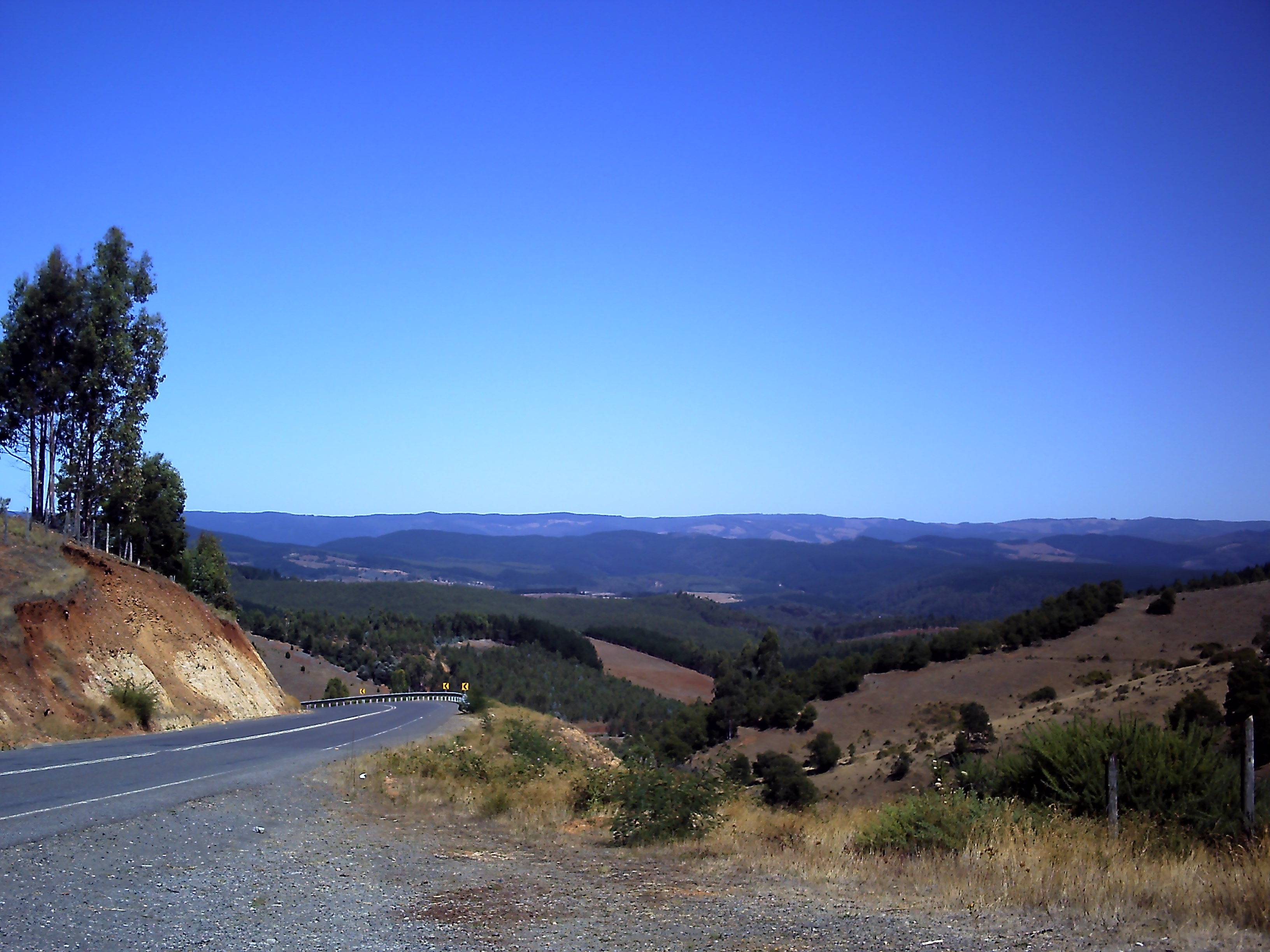
Panorama en Lumaco, donde inició el conflicto.

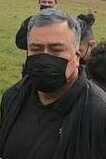
Héctor Llaitul, líder de la CAM.

El 1 de diciembre de 1997, en Lumaco, tres camiones fueron quemados por un grupo de mapuches desconocidos, motivados tras haber escuchado las transmisiones radiales internas de Carabineros de Chile en las cuales, supuestamente, se les refería peyorativamente. Este acto marca el inicio del conflicto en plena transición a la democracia.
La construcción de la central hidroeléctrica Ralco la cual ocupó cementerios de comunidades indígenas contribuyó a la radicalización del movimiento autonomista que en 1997 crea la Coordinadora Arauco-Malleco. El hecho marcó un punto de inflexión en el desarrollo del "Movimiento Político Autonomista Mapuche" el cual se mostró a favor del término de un estado subalterno mapuche, además del desarrollo de intelectuales mapuche.
Aunque la violencia había empezado en la zona un tiempo antes, no se esperaba que escalase de tal manera. El atentado fue recibido con repudio y el gobierno de Eduardo Frei Ruiz-Tagle aplicó la Ley de Seguridad del Estado.
La CAM se define como anticapitalista y se declara en resistencia contra el "neoliberalismo" y utilizan la violencia como método de "Control Territorial" o también denominado por el grupo como "Recuperación de la tierra", lugares en donde buscar ejercer poder el cual ven como "eje para la autodeterminación y el desarrollo integral del militante indígena".
Los dirigentes de la CAM (Héctor Llaitul) son una generación posterior a la de los fundadores del Consejo de Todas las Tierras (Aucán Huilcamán), más radicalizada, separatista o "nacionalitaria" y dispuesta a ocupar los territorios de facto para edificar la "Nación Mapuche".
Es desde 2012 cuando los atentados comienzan a ser graves.[cita requerida] Los conflictos más dolosos se iniciaron la mañana del 10 de enero de aquel año, momento en el que cinco encapuchados quemaron dos casas, dos galpones y se enfrentaron a balazos con la policía.[cita requerida] Esto encendió las alertas en el gobierno, debido a la «reagrupación de grupos violentistas que no se hacían presentes hace mucho tiempo». Esto hizo que el gobierno se reuniera y se hablara de cómo solucionar el conflicto en la zona.[cita requerida]

### Caso Luchsinger-Mackay
Cerca de la una de la mañana del 4 de enero de 2013, en el quinto aniversario de la muerte de Matías Catrileo, un grupo de asaltantes (entre los cuales se encontraba el machi Celestino Córdova) ingresó a la granja Lumahue, en la comuna de Vilcún, y se enfrentó con los dueños, Werner Luchsinger y Vivianne Mackay (de 75 y 69 años respectivamente). Los asaltantes incendiaron la casa y la pareja murió calcinada. Posteriormente, el juicio de Celestino Córdova y su implicación en el atentado se volvieron tema de discusión nacional, y finalmente el machi fue condenado a 18 años de prisión, sin garantías, por el asesinato de la pareja.

### Manifestaciones de camioneros en 2015
A raíz de los constantes ataques incendiarios registrados en la zona, en 2015 un grupo de transportistas se manifestó frente al Palacio de la Moneda en donde se generó conflicto con los detractores de la manifestación.

### Atentados incendiarios contra iglesias y escalada de ataques
Entre marzo y abril de 2016 se suscitaron una seguidilla de atentados incendiarios a iglesias católicas y evangélicas, tanto en la Región de la Araucanía como también en la Provincia de Arauco.
El 4 de enero del 2017, la CAM se adjudicó el incendio de cuatro camiones en las afueras de Lumaco, en la Región de Bío Bío, además de mostrar solidaridad por los miembros de la Resistencia Ancestral Mapuche. Meses después, el 12 de marzo, se registró un ataque incendiario en contra de la empresa Trans–Cavalieri, que destruyó completamente 19 camiones, 9 ramplas y un galpón en la ruta que une Temuco con Lautaro. El grupo justifico el atentado «en el justo proceso de lucha por el territorio y la autonomía de nuestro Pueblo Nación», recibiendo gran atención mediática por ser uno de los atentados que más daños ha dejado. No fue hasta el 17 de julio cuando militantes de la CAM se adjudicaron los ataques que afectaron a Sigmund Wila y Viviana Parra, dueños de terrenos en la zona, que dejó seis caballos muertos, quema de maquinarias y daños estructurales, lamentando la muerte de los caballos. El segundo ataque que se adjudicó fue al rancho Cahual en Quilaco, que dejó un tractor incendiado y un segundo con daños importantes.

### Operación Huracán
La Operación Huracán fue un operativo que tuvo lugar el 23 de septiembre del 2017, mediante operaciones simultáneas en dos regiones coordinadas por Carabineros y la Fiscalía de La Araucanía, en el cual se detuvo a ocho personas pertenecientes a distintos grupos sociales o armados por su supuesto rol en una serie de atentados.
El mismo día y hora en que personal de inteligencia de Carabineros periciaba los celulares de los dirigentes mapuche detenidos el 23 de septiembre, el capitán Leonardo Osses envió por correo electrónico a Álex Smith, creador del software Antorcha, un archivo de texto con supuestas conversaciones entre Héctor Llaitul y otros implicados en la causa. Esos mismos diálogos que luego aparecieron en archivos .txt en los celulares de Llaitul. Tres peritajes indican que los archivos no eran de mensajería instantánea y que habrían sido puestos en los teléfonos tras la incautación por la policía.

### Agudización del conflicto (2018-presente)

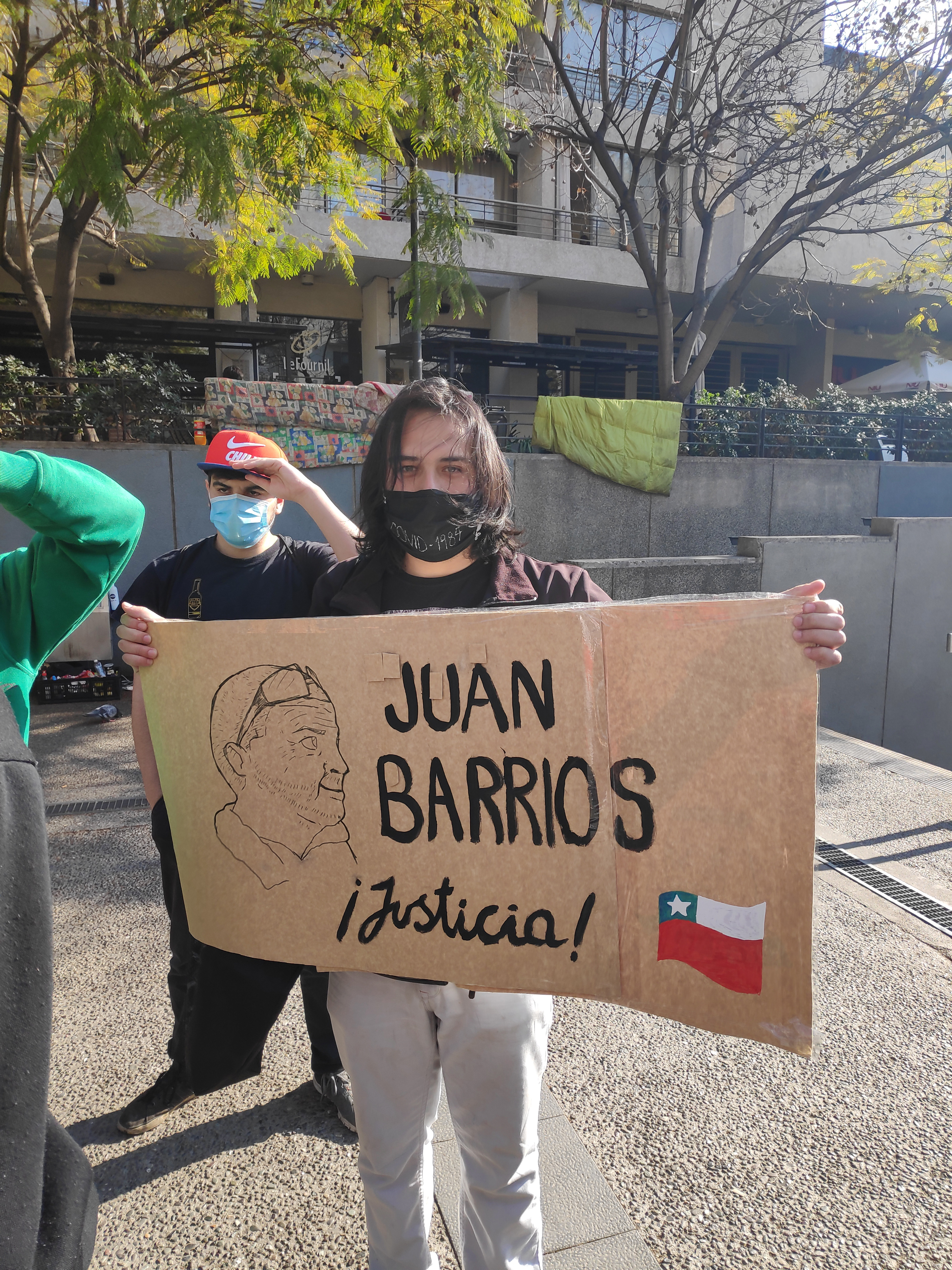
Manifestante pidiendo Justicia por Juan Barrios en una manifestación en apoyo al Paro Nacional de Camioneros de Chile, agosto 2020.

El 1 de enero del 2018 un grupo clamo responsabilidad de un ataque incendiario contra las instalaciones de Forestal Anchile, esto en la comuna de Río Negro, Provincia de Osorno, dejando diez máquinas completamente incendiadas, así como un contenedor ubicado en la zona. De igual manera se adjudicaron el ataque contra una máquina cosechera y una camioneta quemadas, esto en un fundo en San Juan de la Costa, (en provincia de Osorno), así como registrado el ataque 4 de enero en el fundo San Antonio de la forestal Arauco en el sector Hueima, comuna de Lanco, Región de Los Ríos el cual dejó como resultado una torre maderera, un trineumático y dos container incinerados. Días después las CAM se adjudicaron la toma del Fundo Choque sector Paillaco, Provincia de Arauco, el cual consta de más de 10.000 hectáreas, mencionando que el área la usaran con fines políticos y sociales. El 31 de enero del 2018, miembros de Weichán Auka Mapu se adjudicaron el ataque contra un camión forestal en una carretera que comunica Contulmo con Purén.
El 16 de julio, cuando encapuchados atacaron el fundo Palihue, cerca de la cabecera de Vilcún, en la región de La Araucanía, dejando incinerados tres bodegas y seis maquínas agrícolas dañados de más de 600 millones de pesos. Al día siguiente, militantes de la CAM se adjudicaron los ataques que afectaron a Sigmund Wila y Viviana Parra, dueños de terrenos en la zona, que dejó seis caballos muertos, quema de maquinarias y daños estructurales, lamentando la muerte de los caballos. El segundo ataque que se adjudicó fue al rancho Cahual en Quilaco, que dejó un tractor incendiado y un segundo con daños importantes. El 24 de julio, cuando miembros de la WAM atacaron al Fundo San Martin, dejando incinerado una retroexcavadora y un tractor perteneciente a Forestal Los Andes, ocurriendo este ataque en la localidad Barros Arana, comuna de Nueva Imperial. El 7 de septiembre, miembros de Weichan Auka Mapu se adjudicaron un ataque contra un camión en el sector La Vaina, que une a Cañete con Contulmo, en la región del Biobío.
Después de varios meses de estar inactivos el grupo clamo responsabilidad de un ataque incendiario contra las instalaciones de Forestal Anchile, esto en la comuna de Río Negro, Provincia de Osorno, dejando diez máquinas completamente incendiadas, así como un contenedor ubicado en la zona. De igual manera se adjudicaron el ataque contra una máquina cosechera y una camioneta quemadas, esto en un fundo en San Juan de la Costa, (en provincia de Osorno), así como el ataque fundo San Antonio de la forestal Arauco en el sector Hueima, comuna de Lanco, Región de Los Rios el cual dejó como resultado una torre maderera, un trineumático y dos contenedor incinerados. Días después las CAM se adjudicaron la toma del Fundo Choque sector Paillaco, Provincia de Arauco, el cual consta de más de 10.000 hectáreas, mencionando que el área la usaran con fines políticos y sociales.
El 25 de agosto del 2018 miembros de la ORT Kilapan atacaron las instalaciones de la empresa de áridos Calafquen (en la  comuna del mismo nombre) dejando 3 retroexcavadoras, 1 cargador frontal y 2 camiones totalmente incendiados, mientras que la ORT lafkenche-Leftraru atacaron el sector El Topo de la comuna de Curanilahue atacaron dejando 2 camiones y 1 camión grúa totalmente incinerados. El 20 de septiembre del mismo año la CAM se adjudica un atentado incendiario en elsector Trongol, comuna de Los Alamos, dejando como saldo  3 excavadoras, 1 retroexcavadora y 1 cargador frontal incinerados.
El 20 de septiembre las CAM se adjudicaron un ataque en el sector El Descabezado (Curanilahue), dejando como saldo 3 maquinarias y un contenedor destruidas. El grupo mencionó que el ataque fue en respuesta de la muerte de Camilo Catrillanca, así como su rechazo a la inversión en el Wallmapu y otros planes de desarrollo en la región, y llamando a las comunidades mapuches "no caer en el engaño". Meses después, el grupo se vuelve a adjudicar el grupo un doble ataque incendiario destruyo 2 camiones y una grúa al interior del fundo El Carmen, esto en el sector Butamalal, en Cayucupil, Cañete.
Meses después otro ataque incendiario fue reclamado por la WAM, el cual dejó como saldo dos camiones, dos camiones grúa, un skidder y una buldócer incendiados, esto en el fundo la fortuna, perteneciente a Forestal Arauco, esto en la comuna de Contulmo.
En enero de 2019 la organización política antiindigenista, Asociación para la Paz y la Reconciliación en La Araucanía, es fundada para representar a los agricultores afectados por incidentes violentos por parte de grupos armados de la zona.
El 2 de junio del 2019 militantes llegaron disparando para luego incendiar seis máquinas en un rancho de Los Sauces, Provincia de Malleco, en el lugar se hallaron panfletos relacionados con el conflicto mapuche. El 19 de junio dos máquinas fueron incendiadas por un grupo de desconocidos en la comuna de Lumaco. Días después el 29 de junio seis máquinas fueron incendiadas y también el incendio de tres máquinas en el fundo “San Alberto”
El 23 de agosto atacantes incendiaron tres camiones después de amenazar con armas de fuego a los conductores. En la misma noche en un fundo en Calafquén un grupo incendió 3 retroexcavadoras, 1 cargador frontal y 2 camiones y la CAM se adjudicó el ataque al día siguiente. El gobierno se querellaría por Ley Antiterrorista después. El 31 de agosto 8 vehículos fueron incendiados en un predio Los Coihues en la comuna de Contulmo, días después la Coordinadora clamaron responsabilidad del incidente y también de un ataque incendiario en Carahue. El gobierno se querelló por este ataque bajo la ley antiterrorista, continuando el curso de las investigaciones.
El 2 de septiembre el grupo se adjudicó un ataque incendiario que tuvo lugar en el una faena de forestal Cautín (Los Coigues) ubicada entre la comuna de Lumaco y Purén, dejando 6 máquinas y 2 camionetas de trabajo incendiadas. También en la comunidad de Carahue, región de la Araucania una faena de forestal Mininco fue atacada dejando cuatro máquinas cosecheras incendiadas. el 7 de septiembre, miembros de WAM atacaron un camión en sector La Vaina, que une a Cañete con Contulmo, en la región del Biobío. El 21 de septiembre e adjudicó el ataque incendiario que afectó a cinco máquinas durante la madrugada de este jueves en la comuna de Los Álamos, señalando que el ataque es en respuesta al Plan de Impulso Araucanía, y a la industria forestal que se desarrolla en la zona
El 4 de octubre cinco camiones y dos retroexcavadoras fueron incendiadas y dos camionetas fueron robadas, en el sector Cuyel de la comuna de Tirúa, Región del Biobío. Días después encontraron una de las dos camionetas incendiadas y las investigaciones en la zonas siguen adelante.
No fue hasta el 21 de mayo, cuando miembros de la WAM incendiaron siete máquinas forestales, un camión, una casa rodante, un container, esto en un terreno perteneciente a Forestal Mininco, en la comuna de Teodoro Schmidt.
Otro ataque incendiario fue reclamado por la WAM, el cual dejó como saldo dos camiones, dos camiones grúa, un skidder y una buldócer incendiados, esto en el fundo la fortuna, perteneciente a Forestal Arauco, esto en la comuna de Contulmo.
El mismo día se registró un ataque incendiario al fundo Santa Adela, ubicado en el kilómetro 25 que conecta Nueva Imperial con Labranza, dejando dos galpones incinerados.
En el mes de septiembre la WAM, se adjudicó un ataque contra el fundo La Escopeta en Contulmo, el cual dejó una camioneta y dos maquinarias agrícolas incineradas.
El 12 de septiembre, integrantes del WAM incendiaron dos galpones en el fundo Santa Adela, localizado en la comuna de Nueva Imperial, encontrando panfletos pertenecientes al grupo. Más tarde el gobierno confirmó una querella por incendio terrorista después de haber sido reportado el ataque. El mismo día, la WAM atacó las bodegas e instalaciones pertenecientes al proyecto Central Hidroeléctrica San Pedro, ubicadas en la comuna de Los Lagos, Región de los Ríos. 
El 4 de octubre del 2019 cinco camiones y dos retroexcavadoras fueron incendiadas y dos camionetas fueron robadas, en el sector Cuyel de la comuna de Tirúa, Región del Biobío. Días después encontraron una de las dos camionetas incendiadas y las investigaciones en la zonas siguen adelante.
El 24 de octubre al menos cuatro camiones y maquinaria forestal pertenecientes a una maderera local fueron reportados en la comuna de Tirúa, región del Bio-Bio.El mismo día es incendiado un camión en una carretera aledaña. En la zona hubo un amplio despliegue de Fuerzas Especiales de Carabineros operando en el sector.
Iniciando el mes de noviembre, milicianos atacaron el terreno de una empresa constructora en la localidad de Labranza, a las afuerzas de Temuco, dejando inservibles cuatro camiones, una retroexcavadoras.
Milicianos atacaron y luego prendieron fuego al peaje al peaje de Pilpilco, en la comuna de Los Álamos, el cual dejó únicamente daños materiales.
El 1 de noviembre un ataque incendiario dejó al menos tres camiones y una excavadora gravemente dañadas en las instalaciones de una empresa constructora, en la localidad de Labranza, cerca de Temuco, al día siguiente las autoridades se querellaron bajo la ley antiterrorista.
El 8 de noviembre es arrestado el hijo de Héctor Llaitul fue arrestado por el robo de un comercio local La madre del menor, Pamela Pezoa, acusó a través de redes sociales que el joven fue detenido por policías de civil sin identificación en una camioneta sin patente, por lo que teoriza una persecución política contra la familia del activista. El 21 de noviembre, se vuelve a adjudicar el grupo un doble ataque incendiario destruyo 2 camiones y una grúa al interior del fundo El Carmen, esto en el sector Butamalal, en Cayucupil, Cañete. También en febrero y marzo WAM se adjudicó más ataques.
El 24 de octubre al menos cuatro camiones y maquinaria forestal pertenecientes a una maderera local fueron reportados en la comuna de Tirúa, región del Bio-Bio.El mismo día es incendiado un camín en una carretera aledaña. En la zona hubo un amplio despliegue de Fuerzas Especiales de Carabineros operando en el sector.
El 1 de noviembre un ataque incendiario dejó al menos tres camiones y una excavadora gravemente dañadas en las instalaciones de una empresa constructora, en la localidad de Labranza, cerca de Temuco, al día siguiente las autoridades se querellaron bajo la ley antiterrorista. No fue hasta el 23 de noviembre del mismo es cuando militantes de la CAM  en el fundo Santa Valentina de la forestal Mininco en la comuna de Carahue, resultando un camión grúa, un trineumático, una torre maderera y dos contenedores totalmente destruidos.  El 29 de noviembre, la WAM atacó las instalaciones de una empresa de áridos, en el sector Boroa, en la comuna de Nueva Imperial, destruyendo dos cargadores frontales y una excavadora.
El 23 de diciembre miembros de la CAM el fundo las Damas, Carahue. perteneciente a Forestal Mininco, dejando como saldo siete camiones y un camión grúa totalmente destruidos.
El 7 de enero del 2020 miembros de la CAM atacaron e incendiaron siete retroexcavadoras, un bulldozer, un camión, un camión grúa y 3 camionetas forestales. El 17 de enero son incendiados 5 camiones, una retroexcavadora y 2 camionetas forestales esto en el sector Ranquil, comuna de Lebu. En el sitio se encontraron panfletos que pedían la liberación del comunero mapuche Daniel Canío. Al día siguiente se registra un ataque en el Fundo Santa Clara de Reñico, Lumaco, que dejó como saldo una máquina cosechadora, 5 tractores, un trineumático y un skider quemados. El último ataque de estas seguidillas fue el 22 de enero en un predio de forestal Anchile, en el sector de Trosquilmo, en la comuna de San Juan de la Costa, resultado una máquina astilladora, un harnero, un camión de combustibles y dos camiones. En el lugar se encontraba personal de carabineros que fue superado durante el ataque, sin dejar heridos.
El 8 de febrero del 2020 en la comuna de Victoria incendiaron el camión en donde Juan Barrios se encontraba reposando, esto le provocó quemaduras graves en el 25% de su cuerpo al hombre de 50 años quien falleció producto de estas días más tarde. Durante el Paro Nacional de camioneros comenzado en agosto del mismo año, el camionero Juan Barrios fue considerado como mártir por estos y se apodó a una ley con su nombre.
En julio del mismo año y en el contexto del procesamiento de imputados del caso Luchsinger-Mackay, varios grupos de comuneros tomaron municipalidades de la región en apoyo a Celestino Córdova, acusado de haber perpetrado el crimen. A comienzos de agosto, algunos habitantes de las respectivas comunas afectadas exigieron el desalojo de los ocupantes, lo que se transformó en una tensa jornada en la que el municipio de Curacautín y Victoria fueron desalojados por Carabineros y al mismo tiempo las municipalidades de Ercilla y Traiguén fueron incendiadas por los ocupantes.
En agosto y septiembre de 2020, varios gremios de camioneros realizaron un paro nacional alegando inseguridad en el sur del país. Tras un acuerdo con el gobierno, el paro terminó el 2 de septiembre.
En febrero de 2023, comuneros mapuches dispararon contra un bus de pasajeros y un camión Scania en la Ruta 5 Sur resultando con 1 herido.

#### Escalada y peticiones de estado de sitio
A principios de 2021, el conflicto se intensificó. El día 22, por la mañana, encapuchados armados ingresaron a una casa patronal en Lautaro, la cual desalojaron y luego incendiaron. Al menos otros tres ataques se registraron el mismo día.
Ese día, el presidente Sebastián Piñera tuvo una reunión con los comandantes en jefe de Carabineros y el ejército, el ministro de Defensa y el jefe del Estado Mayor Conjunto, para tratar la situación. Posterior a esta, declaró:

No solo quiero expresar total solidaridad y apoyo a las víctimas de estos hechos, sino que también manifestar con total fuerza y claridad nuestra firme voluntad de combatir con todos los instrumentos que nos otorga el Estado de Derecho, los hechos de violencia y actos terroristas. [Estos instrumentos incluyen el] legítimo uso de la fuerza. Carabineros y la Policía de Investigaciones tienen el mandato de la sociedad para hacer uso de la legítima fuerza, que es un instrumento legal y necesario, por supuesto, siempre respetando los Derechos Humanos y de todas las personas
Sebastián Piñera

Añadió que se necesitaban nuevas leyes antiterroristas e instó al Congreso a acelerar su tramitación. Así mismo, encomendó al ministro de la Interior y a los directores de la PDI y Carabineros viajar al sur el día siguiente. Informó que se reuniría con diversos grupos políticos para llegar a un acuerdo nacional que permitiera enfrentar la violencia.
Felipe Kast, senador por La Araucanía, reaccionó favorablemente a la propuesta de acuerdo, pero repitió la propuesta que su partido había hecho el día anterior, sobre que el ministro del Interior se trasladase un mes a la región para coordinar la acción. Así mismo, instó al gobierno a decretar estado de sitio. El presidente de la Cámara de Diputados, Diego Paulsen, igualmente sugirió el estado de sitio. Medidas como esta fueron también exigidas por agricultores que protestaron frente a la Intendencia de la región para expresar su molestia por la falta de acciones concretas contra la violencia y los actos terroristas.

#### Estado de emergencia de 2021
El 12 de octubre de 2021 fue decretado el estado de emergencia por el presidente Sebastián Piñera para la denominada Macrozona Sur, una zona comprendida por las dos provincias de la Región de La Araucanía (Malleco y Cautín) y dos de las tres provincias de la Región del Biobío (Arauco y Biobío). Para este caso particular dispuesto en la Constitución chilena, dichas provincias quedan a cargo de los jefes de la Defensa Nacional, designados por el presidente de la República, por una duración máxima de 15 días, pudiendo ser prorrogado previa autorización del Congreso Nacional.

#### Consulta ciudadana
El 29 de octubre de 2021, el gobernador de La Araucanía, en conjunto con la Asociación de Alcaldes de La Araucanía y el ministro del Interior Rodrigo Delgado, anunció la realización de una consulta ciudadana los días 5, 6 y 7 de noviembre para conocer la opinión de los habitantes de la región sobre la posibilidad de la extensión del estado de emergencia por parte del Congreso nacional. El resultado de esta consulta ciudadana se inclinó con un 81.6% de los votos a favor de la extensión del Estado de Emergencia.

#### Gobierno de Gabriel Boric
Al comienzo de su mandato, desde el 11 de marzo del 2022, el presidente Gabriel Boric adoptó una postura abierta al diálogo entre todos los participantes del conflicto. Discurso que continuaba la línea de acción que pretendía ejecutar y que anunció durante su candidatura presidencial en 2021. Sin embargo a mediados de mayo del mismo año, Gabriel Boric optó por dar un giro político en la intervención estatal al conflicto en la Araucanía, A pesar de haber criticado durante años el estado de excepción decretado en La Araucanía por el expresidente Piñera. El plan de acción por el que Boric se ha decantado consiste en precisamente el de declarar un "estado de excepción intermedio", una nueva fórmula jurídica que permitía el despliegue de militares para resguardar los caminos, sin tener que recurrir a la declaración de un estado de excepción constitucional. El cual, en palabras del mismo presidente, se debe a los "cortes extendidos de carreteras, que ponen en riesgo el libre tránsito y cortan las cadenas de suministro, aumentando el costo de la vida en las zonas más rezagadas de Chile". Dentro del marco del plan de acción gubernamental inicial del gobierno, la ministra del Interior, Izkia Siches, al momento de intentar visitar la comunidad autónoma de Temucuicui en búsqueda de la apertura al diálogoEl 15 de marzo de 2022 fue recibida con disparos por desconocidos que se encontraban cercanos a la ministra y su comitiva.
Federico Astete, líder de la Resistencia Mapuche Lavkenche, quien en 2025 fue detenido, ha participado en ataques incendiarios en el Biobío y en el ataque al Molino Grollmus.

## Política
En el ámbito político, los grupos indigenistas han sido apoyados tradicionalmente por la izquierda chilena, que ha denunciado la falta de atención del Estado en la región y lo acusa de gestionar una represión policial permanente, citando hechos como el asesinato de Camilo Catrillanca.
Por otro lado, la derecha chilena ha denunciado a los grupos indigenistas acusándolos de terroristas, remarcando hechos como el asesinato del matrimonio Luchsinger-Mackay y el asesinato del Carabinero Eugenio Nain.
El 31 de octubre de 2020, jornada siguiente a este hecho, el parlamentario Felipe Kast y otros diputados representantes de La Araucanía, del partido político Evópoli, anunciaron que congelarían las relaciones con el gobierno y exigirían la creación de un «ministro encargado» para resolver el conflicto. La semana siguiente, el ministro del Interior Rodrigo Delgado confirmó esta posibilidad, que fue rechazada por diversos grupos políticos.
En mayo de 2022 la Cámara de Diputados de Chile declaró a la Coordinadora Arauco-Malleco, Resistencia Mapuche Malleco, Resistencia Mapuche Lafkenche y Weichán Auka Mapu como "asociaciones ilícitas de carácter terrorista".

## Narcotráfico y posesión ilegal de armas
En junio de 2020 el exmiembro de la CAM, Emilio Berkhoff, fue detenido y puesto en prisión preventiva tras un operativo antidrogas hecho por la Policía de Investigaciones, la cual decomisó 900 kilos de pasta base de cocaína avaluados en 3 800 millones de pesos chilenos y desbarató a un importante red de narcotráfico que operaba en distintas regiones del país.
Tras operativos policiales se han encontrado plantaciones de marihuana y posesión de armas por parte de indigenistas. En enero de 2021 la PDI encontró «1277 plantas de marihuana, 40 kilos de marihuana procesada, $12 320 640 en efectivo, siete armas de fuego y 148 municiones de distinto calibre.»

## El conflicto y el pueblo mapuche

La Coordinadora Arauco Malleco utiliza símbolos tradicionales mapuches en su logo: un guemil y un toqui.

La falta de una estructura organizada de representación del pueblo mapuche en Chile ha sido un factor contribuyente para que varios grupos se disputen y adjudiquen esta función.
Un estudio realizado en 2015 indicó que los mapuches consideraban el mejor acceso a la educación y la mayor oferta de empleo, entre otros, como las medias más importantes para mejorar su calidad de vida, dejando ninguna relación entre los problemas reales de las comunidades y los actos perpetrados por los grupos participantes en el conflicto.
Además, residentes de La Araucanía han enfatizado la falta de seguridad en la zona del conflicto, remarcando que las acciones violentas llevadas a cabo allí no constituían de ningún modo una forma de «reivindicación mapuche».